# Železniční trať Čáslav–Močovice
Železniční trať Čáslav–Močovice je zrušená železniční trať, která v době provozu sloužila pouze nákladní dopravě. Provoz byl zahájen roku 1881, trať byla zrušena roku 1965.

## Historie
Železniční trať byla vybudována společně s tratí Čáslav–Třemošnice, stavbu provedla firma Schön a Wessely. Povolení pro stavbu bylo uděleno 30. července 1881 a již 4. prosince byl zahájen provisorní provoz do močovického cukrovaru. Po otevření tratě se uvažovalo o prodloužení do Zruče nad Sázavou nebo do Zásmuk, trať však nikdy prodloužena nebyla, ani na ní nebyl zaveden osobní provoz. Cukrovar v Močovicích ukončil činnost v roce 1930, na trati však byla nadále provozována doprava sloužící nyní naopak svozu řepy. 
V 50. letech 20. století byla trať změněna na vlečku sloužící pouze svozu řepy, nedlouho na to byl provoz zastaven. Trať byla zrušena k 31. prosinci 1965, zachována zůstala zhruba 1,5 kilometru dlouhá vlečka do podniku Kosmos Čáslav, která se dochovala do dnešní doby, není však provozována.

## Navazující tratě

### Čáslav
- Kolín – Havlíčkův Brod
- Čáslav–Třemošnice